# ماري كالديرون
ماري ستيتشين كالديرون (بالإنجليزية: Mary Calderone)‏ (1 يوليو 1904 - 24 أكتوبر 1998) طبيبة أمريكية ومدافعة عن الصحة العامة للتربية الجنسية. وكان أبرز إنجاز لها إلغاء سياسة الجمعية الطبية الأمريكية ضد نشر معلومات تحديد النسل للمرضى. عملت كالديرون كرئيسة ومؤسسًا مشاركًا لمجلس المعلومات والتربية الجنسية بالولايات المتحدة من عام 1954 إلى عام 1982. وكانت أيضًا المديرة الطبية لمنظمة الأبوة المخططة. كتبت العديد من المنشورات التي تدعو إلى الحوار المفتوح والوصول إلى المعلومات في جميع الأعمار. غالبًا ما تتم مقارنة عملها المكثف مع تعميم التربية الجنسية بحملة مارغريت سانجر لتحديد النسل.

## روابط خارجية
- ماري كالديرون على موقع الموسوعة البريطانية (الإنجليزية)
- ماري كالديرون على موقع إن إن دي بي (الإنجليزية)